# 16. pehotni polk (Italija)
16. pehotni polk Savona (izvirno italijansko 16º Reggimento fanteria) je bil pehotni polk (Kraljeve) Italijanske kopenske vojske.

## Zgodovina
Med prvo svetovno vojno je polk deloval na soški fronti in med letoma 1940 in 1943 je deloval v Severni Afriki.